# Internacional Socialista
A Internacional Socialista (IS) é uma organização internacional que busca a divulgação e implementação do socialismo democrático através da união de partidos políticos social-democratas, socialistas e trabalhistas. Foi fundada em 1951 com a denominação Internacional Operária e Socialista e atualmente possui 160 partidos de mais de 100 países do globo, sendo uma das maiores organizações partidárias em atividade.
O chileno Luis Ayala é o secretário-geral, e o ex-primeiro-ministro grego George Papandreou é o presidente da organização. Entre os vice-presidentes estão o português Carlos César e o brasileiro Carlos Lupi.

## História

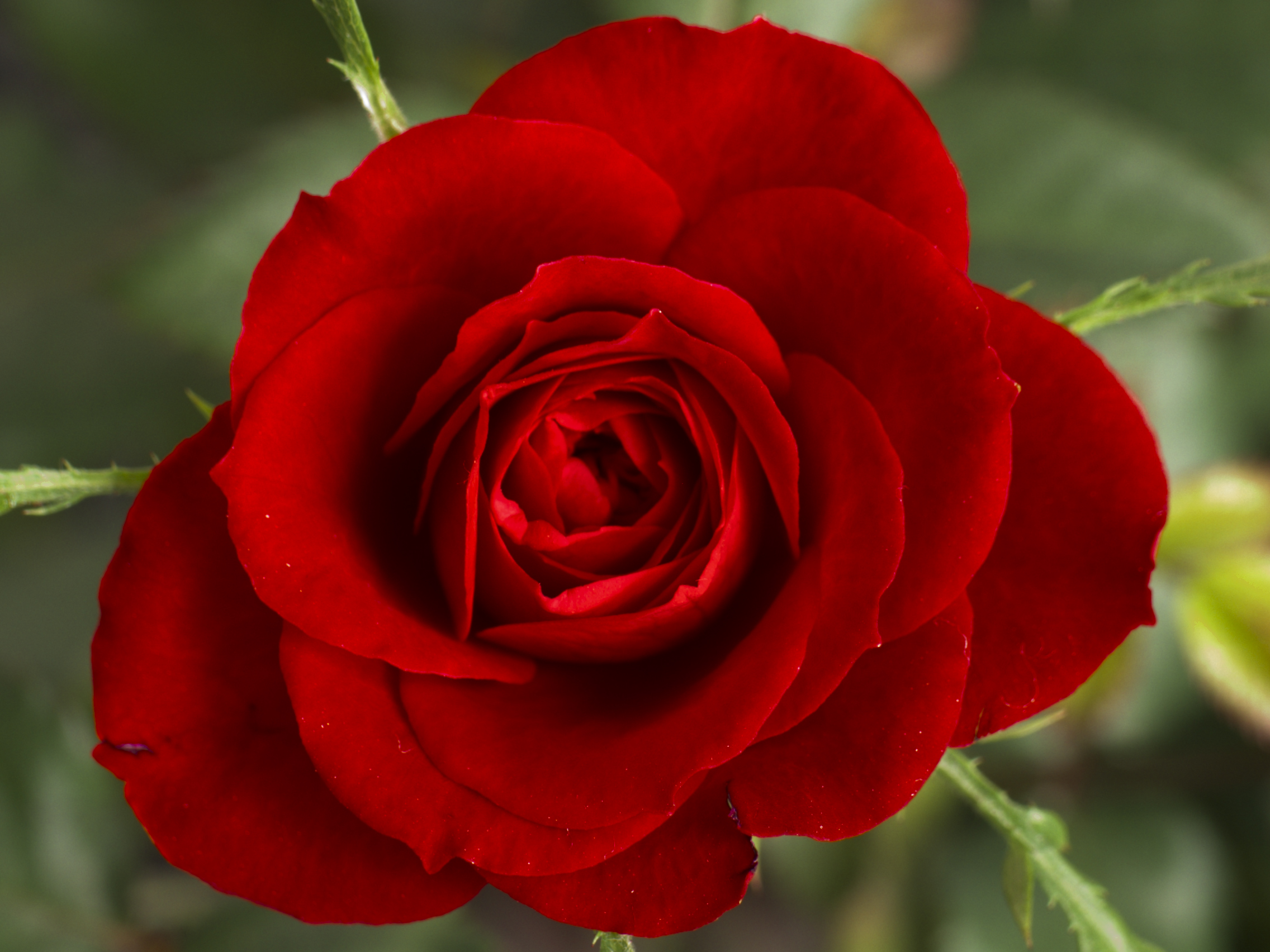
A rosa vermelha é o símbolo da Social-democracia e também da Internacional Socialista, estando presente nos símbolos de alguns dos partidos-membros.

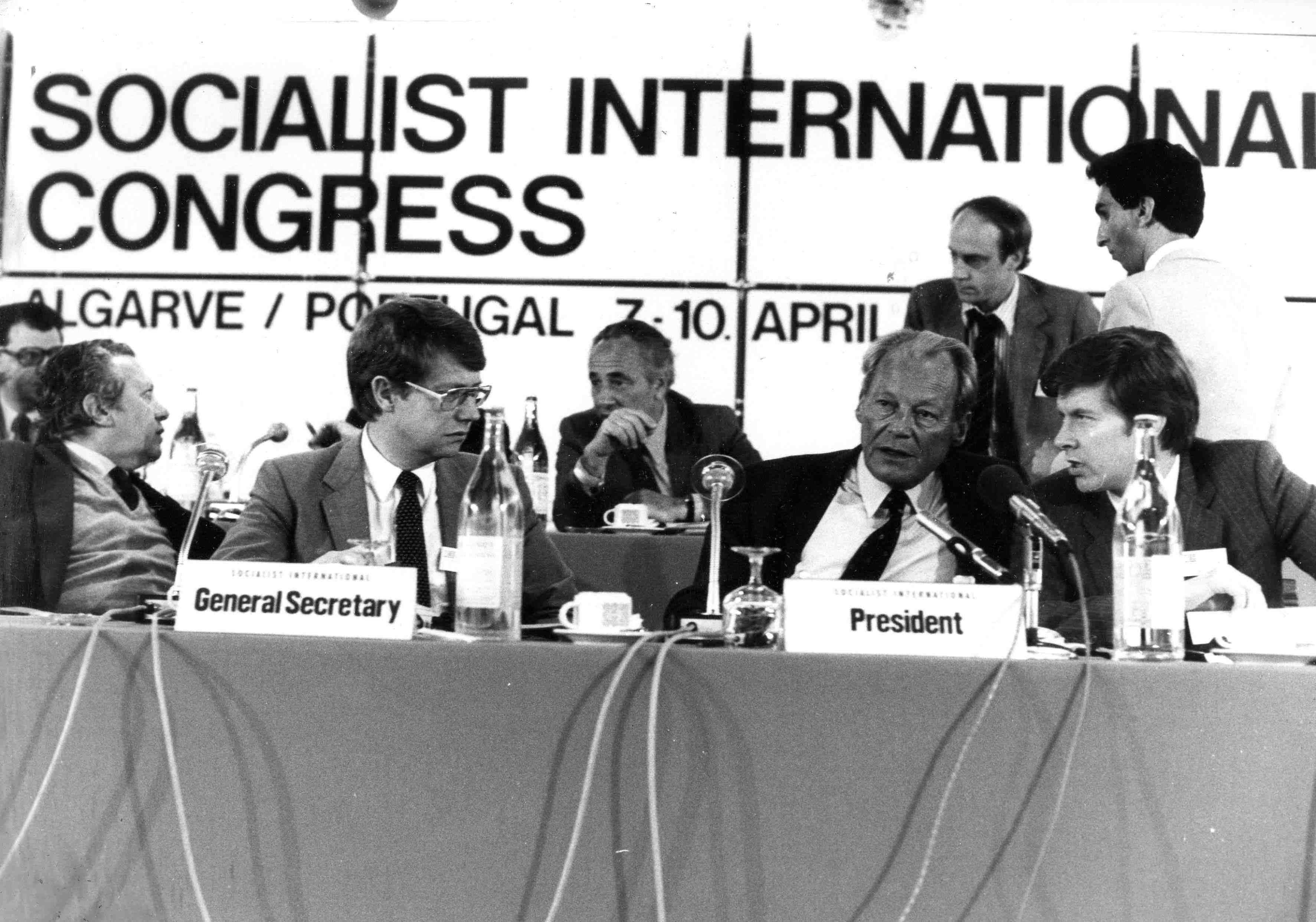
O secretário-geral, Bernt Carlsson, (à esquerda) e o presidente Willy Brandt (ao centro) durante o Congresso Internacional Socialista de 1983.

A Segunda Internacional, que foi formada em 1889 e dissolvida em vésperas da Primeira Guerra Mundial em 1914 e a Internacional Trabalhista e Socialista, que se dissolveu em 1940, com a ascensão do nazismo e fascismo, do início da Segunda Guerra Mundial, foram constituídas por alguns dos mesmos partidos que mais tarde iriam formar a Internacional Socialista, diferente da Comunista. Entre as ações mais famosas da Segunda Internacional foi a sua declaração em 1889 de 1 de maio como Dia Internacional dos Trabalhadores e sua declaração em 1910 de 8 de Março como Dia Internacional da Mulher.Trotsky, durante a Primeira Guerra Mundial, achava que aquele momento era revolucionário, pois mesmo naquele país com poucos operários havia a possibilidade de engatar uma revolução mundial mediante a universalização do capitalismo. Esta linha de raciocínio ao se posicionar contra a guerra por esta razão levaria a uma divisão da Internacional Socialista levando segundo o Gorender o fracasso das revoluções socialistas nos países em que os partidos de esquerda dominantes apoiaram o esforço bélico.
Enquanto a Segunda Internacional foi dividida pela eclosão da Primeira Guerra Mundial em forma de esqueleto, sobrevivendo através da Comissão Internacional Socialista. A Internacional foi reformada em 1923 (como a Internacional Trabalhista e Socialista), e foi novamente reconstituída, na sua forma atual, após a Segunda Guerra Mundial (durante a qual muitos partidos social-democratas e socialistas tinham sido suprimidos na Europa ocupada pelos nazistas).
Durante o período pós-Segunda Guerra Mundial, a SI ajudou partidos social-democratas a restabelecer-se quando a ditadura deu lugar a democracia em Portugal (1974) e Espanha (1975). Até o seu Congresso de Genebra em 1976, a Internacional Socialista tinha poucos membros fora da Europa e um envolvimento informal com a América Latina. Em 1980, a maioria dos partidos da IS deu seu apoio aos sandinistas da Nicarágua (FSLN), cujo governo de esquerda havia incitado inimizade com os Estados Unidos, devido ao comunismo e a chamada "Guerra Fria".
Desde então, a IS tem admitido como partidos-membros não somente a FSLN, mas também o Partido da Independência de Porto Rico de centro-esquerda, bem como ex-partidos comunistas, como o italiano Democratas de Esquerda (Democratici di Sinistra (DS)) e a Frente de Libertação de Moçambique (FRELIMO). Após a Revolução de Jasmim em 2011 na Tunísia, a Assembléia Constitucional Democrática foi expulso da IS. Mais tarde naquele mês, o Partido Nacional Democrático egípcio, também foi expulso. Como resultado da Crise na Costa do Marfim de 2010–2011, a Frente Popular Marfinense foi expulsa, em março. No entanto, de acordo com o ponto 5.1.3 dos estatutos da Internacional Socialista, uma expulsão exige uma decisão do Congresso por uma maioria de dois terços.
O Partido Socialista Europeu, um partido político europeu ativo no Parlamento Europeu, é uma organização associada da Internacional Socialista.
Uma dissidência da Internacional Socialista, formou a atual Aliança Progressista (em inglês: Progressive Alliance), fundada em 22 de Maio de 2013.
O atual secretário-geral da Internacional Socialista é Luis Ayala (Chile), que ocupa o cargo desde 1989.

### Relações com a América Latina
Durante muito tempo, a internacional socialista permaneceu distante da América Latina, considerando a região como zona de influência dos Estados Unidos. Por exemplo, não denuncia o golpe de Estado contra o presidente socialista Jacobo Arbenz, na Guatemala, em 1954, nem a invasão da República Dominicana pelos Estados Unidos, em 1964. Não foi antes do golpe de Estado no Chile, em 1973, que descobrimos "um mundo que não conhecíamos", explica Antoine Blanca, diplomata do PS francês. Segundo ele, a solidariedade com a esquerda chilena foi "o primeiro desafio digno do nome, em relação a Washington, de uma Internacional que, até então, tinha feito tudo para parecer sujeita à estratégia americana e à OTAN". Posteriormente, notadamente sob a liderança de François Mitterrand, a SI apoia os sandinistas na Nicarágua e os movimentos armados em El Salvador, Guatemala e Honduras em sua luta contra as ditaduras apoiadas pelos EUA.
Nos anos 1990, juntaram-se-lhe partidos não socialistas que tomaram nota do poder económico dos países europeus governados ou a serem governados pelos seus parceiros transatlânticos e calcularam os benefícios que daí poderiam retirar. Durante este período, "a internacional socialista trabalha de forma clientelista; alguns partidos vêm aqui para esfregar ombros com os europeus como se estivessem na classe alta", diz Porfirio Muñoz Ledo, um dos representantes do Partido da Revolução Democrática Mexicano no SI. Segundo O Mundo Diplomático, é o lar da "muito centrista União Cívica Radical Argentina (UCR); do Partido Revolucionário Institucional Mexicano (PRI), que não esteve muito democraticamente no poder durante setenta anos; do Partido Liberal Colombiano - sob cujos governos foi exterminada a União Patriótica de esquerda (1986-1990) - introduziu o modelo neoliberal (1990-1994) e ao qual, até 2002, Alvaro Uribe pertencerá. Na década seguinte, muitos partidos de esquerda que chegaram ao poder (no Brasil, Venezuela, Bolívia, Equador e El Salvador) preferiram manter sua distância do IS.

## Membros da Internacional Socialista

### Partidos-membros plenos
Os partidos que são membros oficiais da IS são os seguintes:
| País                           | Partido                                             | Partido             | Ano de adesão |
| ------------------------------ | --------------------------------------------------- | ------------------- | ------------- |
| África do Sul                  | Congresso Nacional Africano                         | ANC                 | 1999          |
| Albânia                        | Partido Socialista da Albânia                       | PS                  | 2003          |
| Andorra                        | Partido Social-Democrata                            | PS                  | 2003          |
| Angola                         | Movimento Popular de Libertação de Angola           | MPLA                | 2003          |
| Argélia                        | Frente das Forças Socialistas                       | FFS                 | 1996          |
| Argentina                      | União Cívica Radical                                | UCR                 | 1999          |
| Armênia                        | Federação Revolucionária Armênia                    | ARF                 | 2003          |
| Áustria                        | Partido Social-Democrata da Áustria                 | SPÖ                 | 1951          |
| Azerbaijão                     | Partido Social-Democrata do Azerbaijão              | ASDP                | 2016          |
| Bélgica                        | Partido Socialista                                  | PS                  |               |
| Bielorrússia                   | Partido Social-Democrata Bielorrusso                | BSDP                | 2015          |
| Bósnia e Herzegovina           | Partido Social Democrata da Bósnia e Herzegovina    | SDP BiH             | 1999          |
| Brasil                         | Partido Democrático Trabalhista                     | PDT                 | 1979          |
| Bulgária                       | Partido Socialista Búlgaro                          | BSP                 | 2003          |
| Bulgária                       | Partido dos Social-Democratas Búlgaros              | PBSD                |               |
| Burquina Fasso                 | Movimento Popular pelo Progresso                    | MPP                 | 2016          |
| Cabo Verde                     | Partido Africano da Independência de Cabo Verde     | PAICV               | 1996          |
| Camarões                       | Frente Social Democrata dos Camarões                | SDF                 | 1999          |
| Cazaquistão                    | Partido Social Democrata de Toda a Nação            | OSDP                | 2015          |
| Chade                          | União Nacional pela Democracia e Renovação          | UNDR                | 2017          |
| Chéquia                        | Partido Social-Democrata Checo                      | CSSD                |               |
| Chile                          | Partido pela Democracia                             | PPD                 | 1996          |
| Chile                          | Partido Radical Social-Democrata                    | PRSD                |               |
| Chile                          | Partido Socialista do Chile                         | PS                  | 1996          |
| Chipre                         | Movimento pela Social-Democracia                    | EDEK                | 1992          |
| Chipre do Norte                | Partido Republicano Turco                           | CTP                 | 2014          |
| Chipre do Norte                | Partido da Democracia Comum                         | TDP                 | 2017          |
| Colômbia                       | Partido Liberal Colombiano                          | PLC                 | 1999          |
| Costa Rica                     | Partido da Libertação Nacional                      | PLN                 | 1987          |
| Croácia                        | Partido Social-Democrata da Croácia                 | SDP                 | 1999          |
| Eslováquia                     | Direção - Social-Democracia                         | SMER-SD             | 1994          |
| Espanha                        | Partido Socialista Operário Espanhol                | PSOE                | 1951          |
| Filipinas                      | Partido Socialista Democrático das Filipinas        | PDSP                |               |
| Finlândia                      | Partido Social-Democrata da Finlândia               | SDP                 |               |
| França                         | Partido Socialista                                  | PS                  |               |
| Gana                           | Congresso Nacional Democrático                      | NDC                 | 2008          |
| Grécia                         | Movimento Socialista Pan-helénico                   | PASOK               | 1990          |
| Guatemala                      | Unidade Nacional da Esperança                       | UNE                 | 2008          |
| Guiné                          | Assembleia do Povo da Guiné                         | RPG                 | 2003          |
| Guiné Equatorial               | Convergência para a Democracia Social               | CPDS                | 1999          |
| Haiti                          | Partido Fusão dos Social-democratas Haitianos       | FSH                 | 1989          |
| Haiti                          | Assembleia Social-Democrata pelo Progresso do Haiti | RSD                 | 2018          |
| Hungria                        | Partido Socialista Húngaro                          | MSZP                | 1996          |
| Hungria                        | Partido Social Democrata Húngaro                    | MSZDP               | 2003          |
| Iêmen                          | Partido Socialista Iemenita                         | YSP                 |               |
| Índia                          | Congresso Nacional Indiano                          | INC                 | 1993/2014     |
| Irão                           | Partido Democrático do Curdistão                    | KDP                 | 2015          |
| Iraque                         | União Patriótica do Curdistão                       | PUK                 | 2008          |
| Irlanda                        | Partido Trabalhista                                 | Partido Trabalhista |               |
| Israel                         | Meretz                                              | Meretz              |               |
| Israel                         | Partido Trabalhista de Israel                       |                     |               |
| Itália                         | Partido Socialista Italiano                         | PSI                 |               |
| Jamaica                        | Partido Nacional Popular                            | PNP                 |               |
| Japão                          | Partido Social Democrata                            | SDP                 | 1951          |
| Líbano                         | Partido Socialista Progressista                     | PSP                 | 1980          |
| Lituânia                       | Partido Social Democrata da Lituânia                | LSDP                | 1990          |
| Mali                           | Aliança pela Democracia                             | ADEMA-PASJ          | 2008          |
| Mali                           | Assembleia pelo Mali                                | RPM                 | 2003          |
| Marrocos                       | União Socialista das Forças Populares               | USFP                | 1992          |
| Mauritânia                     | Assembleia das Forças Democráticas                  | RFD                 | 2008          |
| Ilhas Maurícias                | Partido Trabalhista                                 | PT                  | 1969          |
| Ilhas Maurícias                | Movimento Militante Maurício                        | MMM                 | 2003          |
| México                         | Partido Revolucionário Institucional                | PRI                 | 2003          |
| Moldávia                       | Partido Democrático da Moldávia                     | PDM                 | 2012          |
| Mongólia                       | Partido Popular da Mongólia                         | MPP                 | 2003          |
| Mongólia                       | Partido Social-Democrata Mongol                     | MSDP                | 1996          |
| Montenegro                     | Partido Democrático dos Socialistas de Montenegro   | DPS                 | 2008          |
| Montenegro                     | Partido Social Democrata de Montenegro              | SDPM                | 2003          |
| Moçambique                     | Frente de Libertação de Moçambique                  | FRELIMO             | 1999          |
| Namíbia                        | Organização do Povo do Sudoeste Africano            | SWAPO               | 2008          |
| Nepal                          | Congresso Nepalês                                   | NC                  | 1999          |
| Níger                          | Partido para a Democracia e Socialismo do Níger     | PNDS                | 2003          |
| Paquistão                      | Partido Popular do Paquistão                        | PPP                 | 2003          |
| Palestina                      | Fatah                                               | Fatah               | 2012          |
| Panamá                         | Partido Revolucionário Democrático                  | PRD                 | 2003          |
| Paraguai                       | Partido Democrático Progressista                    | PDP                 | 2015          |
| Peru                           | Aliança Popular Revolucionária Americana            | APRA                | 1999          |
| Porto Rico                     | Partido Independentista Portorriquenho              | PIP                 | 1992          |
| Portugal                       | Partido Socialista                                  | PS                  | 1972          |
| Quirguistão                    | Partido Social-Democrata do Quirguistão             | SDPK                | 2018          |
| Reino Unido                    | Partido Social Democrata e Trabalhista              | SDLP                | 1974          |
| República Democrática do Congo | União pela Democracia e Progresso Social            | UDPS                | 2003          |
| República Dominicana           | Partido Revolucionário Dominicano                   | PRD                 | 1987          |
| Roménia                        | Partido Social-Democrata                            | PSD                 | 2003          |
| Rússia                         | Rússia Justa                                        | SR                  | 2012          |
| San Marino                     | Partido dos Socialistas e Democratas                | PSD                 | 1980          |
| Senegal                        | Partido Socialista do Senegal                       | PS                  | 1970          |
| Tunísia                        | Fórum Democrático pelo Trabalho e Liberdades        | FDTL                | 2012          |
| Turquia                        | Partido Republicano do Povo                         | CHP                 | 1995          |
| Uruguai                        | Novo Espaço                                         | NE                  | 2003          |
| Venezuela                      | Ação Democrática                                    | AD                  | 1985          |
| Venezuela                      | Um Novo Tempo                                       | UNT                 | 2015          |
| Venezuela                      | Vontade Popular                                     | VP                  | 2014          |

### Partidos consultivos
Os partidos que são membros consultivos da IS são os seguintes:
| País                | Partido                                                                   | Sigla     | Ano de adesão |
| ------------------- | ------------------------------------------------------------------------- | --------- | ------------- |
| Belize              | Partido Popular Unido                                                     | PUP       | 2014          |
| Botswana            | Partido Democrático do Botswana                                           | BDP       | 2014          |
| Djibuti             | Movimento pela Renovação Democrática e Desenvolvimento                    | MRD       | 2019          |
| Essuatíni           | Movimento Popular Democrático Unido                                       | PUDEMO    | 2013          |
| Gabão               | Partido Gabonês do Progresso                                              | PGP       | 1996          |
| Gâmbia              | Partido Democrático Unido                                                 | UDP       | 2012          |
| Gana                | Partido Popular da Convenção                                              | CPP       | 2018          |
| Geórgia             | Social-Democratas pelo Desenvolvimento da Geórgia                         | SDD       | 2013          |
| Guiné-Bissau        | Partido Africano para a Independência da Guiné e Cabo Verde               | PAIGC     | 2008          |
| Irão                | Partido Democrático do Curdistão Iraniano                                 | PDKI      | 2008          |
| Palestina           | Iniciativa Nacional Palestina                                             | PNI       | 2012          |
| Palestina           | Frente da Luta Popular Palestiniana                                       | PPSF      | 2018          |
| Saara Ocidental     | Frente Polisário                                                          | POLISARIO | 2017          |
| São Tomé e Príncipe | Movimento de Libertação de São Tomé e Príncipe – Partido Social Democrata | MLSTP/PSD | 2013          |
| Síria               | Partido de União Democrática                                              | PYD       | 2015          |
| Togo                | Convenção Democrática dos Povos Africanos                                 | CDPA      | 1999          |
| Turquia             | Partido Democrático dos Povos                                             | HDP       | 2015          |
| Ucrânia             | Partido Social-Democrata da Ucrânia                                       | SDPU      | 2003          |

### Partidos observadores
Os partidos que são membros observadores da IS são os seguintes:
| País        | Partido                              | Sigla               | Ano de adesão |
| ----------- | ------------------------------------ | ------------------- | ------------- |
| Essuatíni   | Partido Democrático da Suazilândia   | SWADEPA             | 2014          |
| Irão        | Partido Komala do Curdistão Iraniano | KPIK                | 2014          |
| Irão        | Partido Komala do Curdistão          | KPK                 | 2014          |
| Kosovo      | Vetëvendosje                         | Vetëvendosje        | 2018          |
| Lesoto      | Congresso pela Democracia no Lesoto  | LCD                 | 2014          |
| Quênia      | Partido Trabalhista do Quénia        |                     | 2012          |
| Reino Unido | Partido Trabalhista                  | Partido Trabalhista | 1951          |
| Sérvia      | Partido Social-Democrata da Sérvia   | SDPS                | 2018          |